# Comuna Rakovîci, Radomîșl
Rakovîci (în ucraineană Раковицька сільська рада) este o comună în raionul Radomîșl, regiunea Jîtomîr, Ucraina, formată din satele Nehrebivka, Raiivka, Rakovîci (reședința) și Tovste.

## Demografie
Componența lingvistică a comunei Rakovîci
     Ucraineană (97,5%)
     Rusă (2,27%)
     Alte limbi (0,23%)
Conform recensământului din 2001, majoritatea populației comunei Rakovîci era vorbitoare de ucraineană (97,5%), existând în minoritate și vorbitori de rusă (2,27%).